# Nico Schuyt
Nico Schuyt (Alkmaar, 2 januari 1922 -  Amsterdam, 25 januari 1992) was een Nederlands componist.

## Opleiding
Schuyt volgde lessen piano en harmonieleer bij de componist Jacob van Domselaer, piano bij Eberhard Rebling en later muziektheorie bij Willem Hijstek en compositie bij Bertus van Lier.

## Activiteiten
Schuyt was hoofd van de afdeling documentatie van de stichting Donemus van 1964 tot 1977. Van 1972 tot 1975 was hij voorzitter van het Genootschap van Nederlandse Componisten (GeNeCo). Van 1951 tot 1966
schreef Schuyt onder het pseudoniem Adriaan Hollander muziekkritieken voor de communistische krant De Waarheid.  Hij was lid van een groot aantal actiecomités, commissies en besturen met als doel bij de overheid erkenning te krijgen voor het beroep van componist. Dit resulteerde in de oprichting van het Fonds voor de Scheppende Toonkunst in 1982.

## Composities
Zijn composities omvatten werken voor orkest en koor, kamermuziek, liederen en balletten. Daarnaast schreef hij ook werken speciaal bedoeld voor amateurmusici, waaronder de schoolopera De varkenshoeder (1951), Sonatine per orchestra giovanile (1961) en Hymnus per orchestra (1966, geschreven voor het Nederlands Studenten Orkest). Andere bekende werken zijn Discorsi capricciosi (1965) en Quasi in modo di valzer per orchestra (1973).

## Bron en externe links
- Pagina Nico Schuyt op de site van Donemus
- Nico Schuyt in Muziekencyclopedie van Beeld en Geluid

- Bibliothèque nationale de France: cb148151970 (data)
- Digitale Bibliotheek voor de Nederlandse Letteren: schu217
- International Standard Name Identifier: 0000 0000 2546 1584
- Library of Congress Control Number: n81062076
- Nationale Bibliotheek van Israël: 987012501986805171
- Nederlandse Thesaurus van Auteursnamen: 072173807
- Virtual International Authority File: 64272305
- WorldCat: E39PBJcWwCkpXxbCGPVk98yw4q